# Mokpyoga saenggyeotda
Mokpyoga saenggyeotda (목표가 생겼다?), noto anche con i titoli internazionali Here's My Plan e Got A Goal, è un drama coreano del 2021.

## Trama
Lee So-hyun è una diciannovenne che, dopo avere sperimentato un'infanzia difficile, ha abbandonato gli studi; per mantenersi, compie così piccoli furti. L'incontro con Lee Jae-young, proprietario di un piccolo ristorante, porta la sua vita a una svolta: l'uomo diventa infatti per lei una specie di figura paterna e cerca di riportarla sulla retta via.